# Retroaktiv (musikalbum)
Retroaktiv är ett studioalbum från år 2000 av Sven-Ingvars.

## Låtlista
1. Högt i det blå / P. Gessle
2. På toppen igen / P. LeMarc
3. Saker jag borde gjort / N. Strömstedt, P. Gessle
4. Nånting stort hos mej / N. Hellberg
5. Kyssarna! / U. Svenningsson
6. När jag tänker på dej / P. LeMarc
7. Rödtopp / N. Strömstedt
8. Här nere på jorden / P. LeMarc
9. Lite som du vill / N. Hellberg
10. En mogen mans blues / L. Ahlin, S. Westfelt
11. Sofia i spegeln / P. LeMarc
12. Att just nu här i dag / L. Nilsson, H. Janson
13. Blåa ögon / P. Jonsson
14. Så många mil, så många år / D. Hylander

## Listplaceringar
| Lista (2000) | Topplacering |
| ------------ | ------------ |
| Sverige      | 10           |

### Fotnoter
1. ↑  ”Retroaktiv”. Sven-Ingvars. 25 februari 2000. Arkiverad från originalet den 4 mars 2016. https://web.archive.org/web/20160304000056/http://www.sven-ingvars.se/retro.htm. Läst 8 juni 2013.
2. ↑  ”Retroaktiv”. Svensk mediedatabas. 25 februari 2000. http://smdb.kb.se/catalog/id/001542972. Läst 8 juni 2013.
3. ↑  ”Retroaktiv”. Hitparad. 25 februari 2000. http://swedishcharts.com/showitem.asp?interpret=Sven-Ingvars&titel=Retro+aktiv&cat=a. Läst 8 juni 2013.